# Herrbetjänt

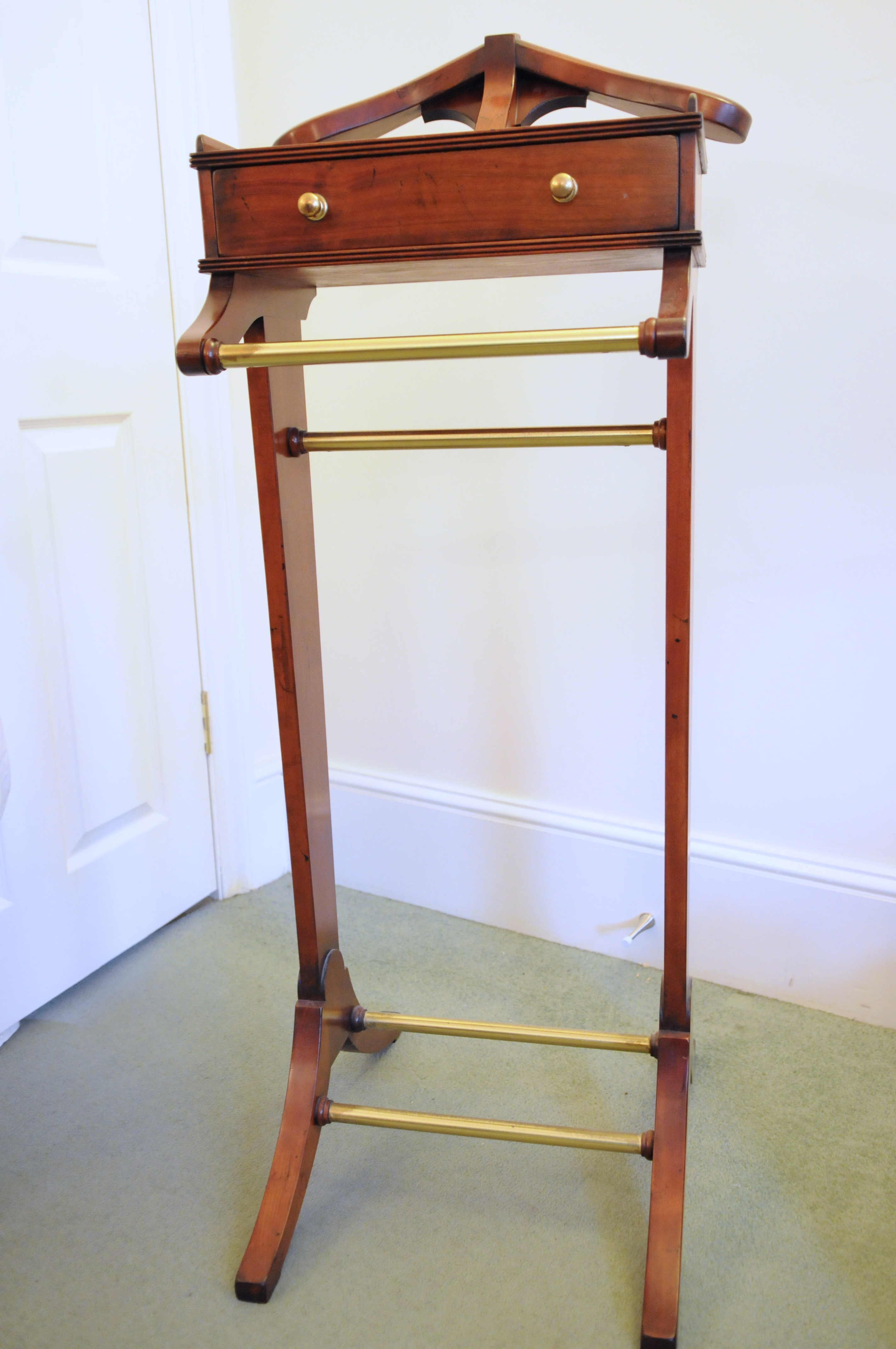
Herrbetjänt

Herrbetjänt är en trä- eller metallställning på vilken man kan hänga sina kläder, till exempel en kostym. Ställningen har vanligen plats för skor och kostym samt ibland även för manschettknappar, slips, slipsnål och liknande accessoarer. 
Ordet förekommer i svensk media för första gången 1967.
I USA används begreppet clothes valet för en herrbetjänt av traditionellt slag, men även för ett inbyggt skåp eller låda för accessoarer, klockor, nycklar, mobiltelefon och liknande.